# グランデッツァ
グランデッツァ（Grandezza、2009年3月3日 - ）は、日本の競走馬、種牡馬。主な勝ち鞍は2012年のスプリングステークス、2011年の札幌2歳ステークス、2015年の七夕賞。
馬名の由来は、イタリア語で偉大、雄大。

## 競走馬時代

### 2011年
デビューは8月21日の札幌の芝1800m戦。8頭立ての最後方から直線追い込むも2着惜敗するが、9月17日に前走と同じ札幌の未勝利戦は単勝オッズ1.1倍と圧倒的一番人気に応え、2着に8馬身差の大勝で初勝利を飾った。そして札幌2歳ステークスは好位から抜け出して重賞初制覇した。ラジオNIKKEI杯2歳ステークスでは4、5番手で先行し、直線では一時トップになるも、伸び脚が鈍く後ろから差されて3着に敗れた。

### 2012年〜2013年
3歳初戦となったスプリングステークスはディープブリランテをゴール前で差し切って、重賞2勝目となった。そして4月15日の皐月賞では1番人気での出走となった。レースは大外18枠発走から終始後方外を回る展開となり、直線で追い上げるも5着に敗れた。5月27日の日本ダービーは5番手に付けるも、直線では伸びず10着に敗れた。陣営は距離が長かったことを敗因に挙げていた。そして秋になって左前脚屈腱炎を発症し、長期休養となってしまった。

### 2014年
休養後、2戦はいずれもダート戦だったもののポルックスステークスで16着、アルデバランSで11着と惨敗だった。復帰3戦目だった都大路ステークスは2番手から最後は2着に5馬身差の圧勝で復帰後初勝利。時計も1分43秒9の日本レコードだった。しかし、続く安田記念は不良馬場が影響したか、ジャスタウェイの11着に敗れる。函館記念に1番人気で出走する。先行するも、直線で伸びず10着と敗れた。10月の毎日王冠で5着、11月のマイルチャンピオンシップ3着といずれも先行するも敗戦。

### 2015年

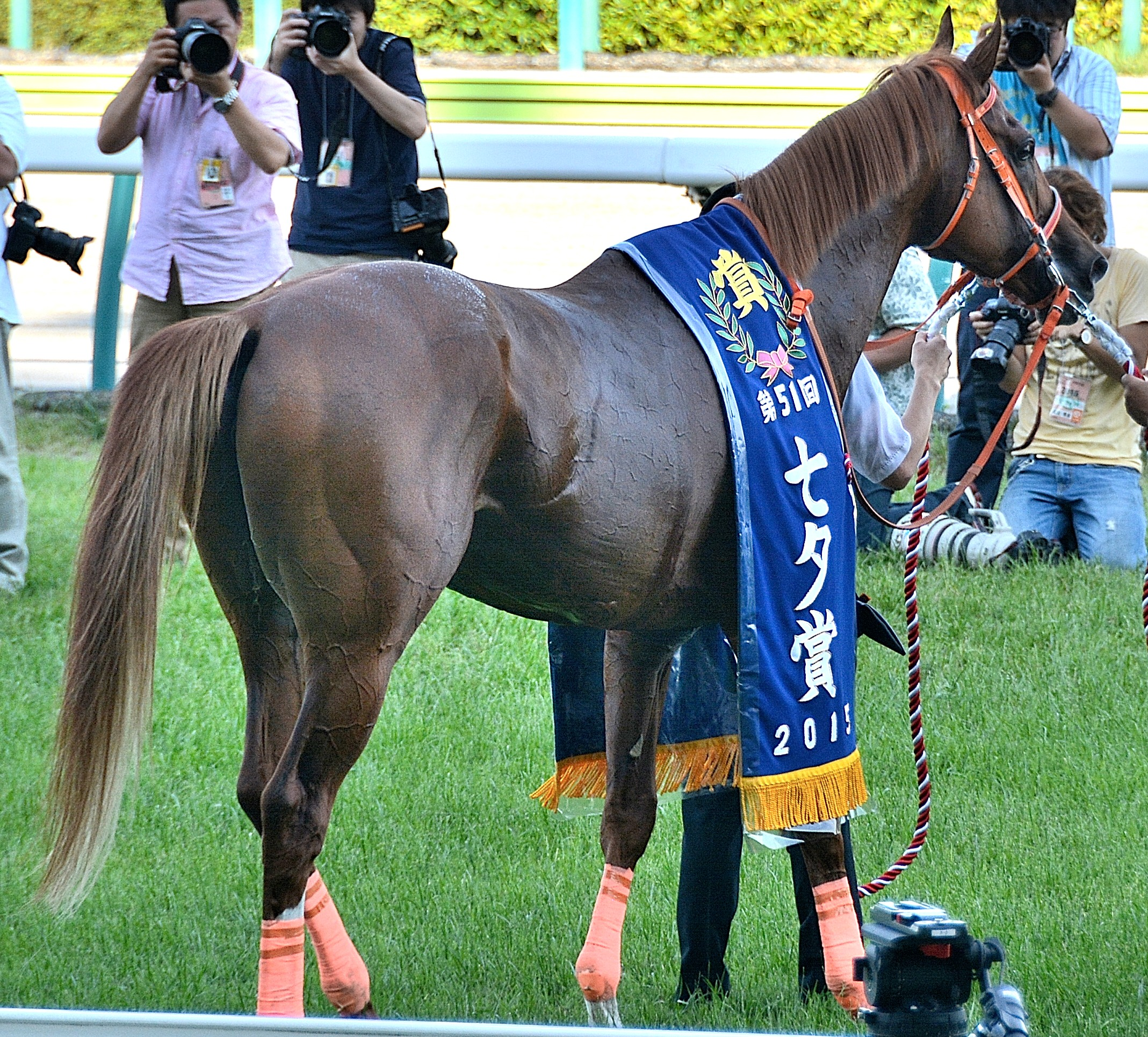
2015年の第51回七夕賞で勝利したグランデッツァ

好成績を残している京都の京都金杯で勝利を目指したが、直線では伸びず5着に敗れる。続く都大路ステークスではエイシンヒカリに逃げ切りを許し、2着となる。鳴尾記念では好位を進むも、前が詰まり5着に敗れた。七夕賞では直線で2番手から抜け出すと、2014年にメイショウナルトが記録したレースレコードを0.5秒更新し勝利した。勝利は1年2か月ぶり、重賞勝利は3年4か月ぶりとなった。その後、3ヶ月の休養をはさんだ毎日王冠では11着。その後、マイルチャンピオンシップに向けて調整されていたが、屈腱炎を再び発症し引退することになった。引退後はブリーダーズスタリオンステーションで種牡馬となる。

## 種牡馬時代
2016年よりブリーダーズスタリオンステーション入りし、2017年には初年度産駒が誕生した。
2019年に産駒がデビューするも、翌2020年をもって種牡馬を引退した。
種牡馬引退後は北海道札幌市のモモセライディングファームで乗馬となる。
2022年から引退名馬繋養展示事業の対象馬となっている。

## 競走成績
| 競走日     | 競馬場 | 競走名             | 格   | 距離（馬場）  | 頭 数 | 枠 番 | 馬 番 | オッズ （人気） | 着順 | タイム （上り3F） | 着差 | 騎手       | 斤量   | 1着馬（2着馬）         |
| ---------- | ------ | ------------------ | ---- | ------------- | ----- | ----- | ----- | --------------- | ---- | ----------------- | ---- | ---------- | ------ | ---------------------- |
| 2011.08.17 | 札幌   | 2歳新馬            |      | 芝1800m（良） | 8     | 2     | 2     | 02.3（2人）     | 02着 | R1:52.8（34.0）   | -0.1 | 秋山真一郎 | 54kg   | マカハ                 |
| 0000.09.17 | 札幌   | 2歳未勝利          |      | 芝1800m（良） | 7     | 2     | 2     | 01.1（1人）     | 01着 | R1:50.9（36.9）   | -1.3 | 秋山真一郎 | 54kg   | （マイネルテュール）   |
| 0000.10.01 | 札幌   | 札幌2歳S           | GIII | 芝1800m（稍） | 13    | 7     | 11    | 01.6（1人）     | 01着 | R1:50.8（36.4）   | -0.1 | 秋山真一郎 | 55kg   | （ゴールドシップ）     |
| 0000.12.24 | 阪神   | ラジオNIKKEI杯2歳S | GIII | 芝2000m（良） | 16    | 7     | 13    | 03.5（2人）     | 03着 | R2:02.6（35.5）   | -0.2 | 秋山真一郎 | 55kg   | アダムスピーク         |
| 2012.03.18 | 中山   | スプリングS        | GII  | 芝1800m（重） | 14    | 8     | 14    | 06.0（3人）     | 01着 | R1:50.7（35.5）   | -0.2 | M.デムーロ | 56kg   | （ディープブリランテ） |
| 0000.04.15 | 中山   | 皐月賞             | GI   | 芝2000m（稍） | 18    | 8     | 18    | 03.1（1人）     | 05着 | R2:02.0（35.4）   | -0.7 | M.デムーロ | 57kg   | ゴールドシップ         |
| 0000.05.27 | 東京   | 東京優駿           | GI   | 芝2400m（良） | 18    | 8     | 17    | 13.9（4人）     | 10着 | R2:24.6（35.0）   | -0.8 | 池添謙一   | 57kg   | ディープブリランテ     |
| 2014.01.12 | 中山   | ポルックスS        | OP   | ダ1800m（重） | 16    | 3     | 6     | 19.3（8人）     | 16着 | R1:59.2（44.9）   | -8.3 | 戸崎圭太   | 56kg   | ソロル                 |
| 0000.02.15 | 京都   | アルデバランS      | OP   | ダ1900m（不） | 16    | 7     | 14    | 53.9（10人）    | 11着 | R1:58.9（40.0）   | -2.9 | 国分優作   | 57kg   | エーシンゴールド       |
| 0000.05.18 | 京都   | 都大路S            | OP   | 芝1800m（良） | 18    | 8     | 17    | 10.7（5人）     | 01着 | R1:43.9（34.0）   | -0.9 | 秋山真一郎 | 56kg   | （ディサイファ）       |
| 0000.06.08 | 東京   | 安田記念           | GI   | 芝1600m（不） | 17    | 1     | 1     | 13.8（4人）     | 11着 | R1:38:0（38.3）   | -1.2 | 石橋脩     | 58kg   | ジャスタウェイ         |
| 0000.07.20 | 函館   | 函館記念           | GIII | 芝2000m（良） | 15    | 2     | 5     | 3.6（1人）      | 10着 | R2:01:0（37.6）   | -1.2 | 秋山真一郎 | 57.5kg | ラブイズブーシェ       |
| 0000.10.12 | 東京   | 毎日王冠           | GII  | 芝1800m（良） | 15    | 5     | 9     | 6.0（2人）      | 05着 | R1:45:5（34.3）   | -0.3 | 秋山真一郎 | 56kg   | エアソミュール         |
| 0000.11.23 | 京都   | マイルCS           | GI   | 芝1600m（良） | 17    | 2     | 3     | 18.6（9人）     | 03着 | R1:31:7（34.8）   | -0.2 | 秋山真一郎 | 57kg   | ダノンシャーク         |
| 2015.01.04 | 京都   | 京都金杯           | GIII | 芝1600m（良） | 18    | 4     | 8     | 4.1（1人）      | 05着 | R1:33:1（34.2）   | -0.3 | 秋山真一郎 | 57.5kg | ウインフルブルーム     |
| 0000.05.16 | 京都   | 都大路S            | OP   | 芝1600m（稍） | 13    | 7     | 11    | 2.7（2人）      | 02着 | R1:45:9（34.6）   | -0.2 | 川田将雅   | 57kg   | エイシンヒカリ         |
| 0000.06.06 | 阪神   | 鳴尾記念           | GIII | 芝2000m（良） | 11    | 1     | 1     | 5.6（3人）      | 05着 | R1:59:3（35.6）   | -0.5 | 川田将雅   | 56kg   | ラブリーデイ           |
| 0000.07.12 | 福島   | 七夕賞             | GIII | 芝2000m（良） | 16    | 6     | 11    | 4.5（2人）      | 01着 | R1:58:2（34.3）   | -0.2 | 川田将雅   | 57kg   | （ステラウインド）     |
| 0000.10.11 | 東京   | 毎日王冠           | GII  | 芝1800m（良） | 13    | 1     | 1     | 16.4（8人）     | 11着 | R1:46:4（34.5）   | -0.8 | 福永祐一   | 56kg   | エイシンヒカリ         |

- タイム欄のRはレコード勝ちを示す
- [33]

## 血統表
| グランデッツァの血統            | グランデッツァの血統                                 | グランデッツァの血統          | （血統表の出典）     | （血統表の出典）  |
| 父系                            | サンデーサイレンス系                                 | サンデーサイレンス系          | サンデーサイレンス系 | [ § 2 ]           |
| 父 アグネスタキオン 1998 栗毛   | 父の父*サンデーサイレンス Sunday Silence 1986 青鹿毛 | Halo                          | Hail to Reason       | Hail to Reason    |
| 父 アグネスタキオン 1998 栗毛   | 父の父*サンデーサイレンス Sunday Silence 1986 青鹿毛 | Halo                          | Cosmah               |                   |
| 父 アグネスタキオン 1998 栗毛   | 父の父*サンデーサイレンス Sunday Silence 1986 青鹿毛 | Wishing Well                  | Understanding        | Understanding     |
| 父 アグネスタキオン 1998 栗毛   | 父の父*サンデーサイレンス Sunday Silence 1986 青鹿毛 | Wishing Well                  | Mountain Flower      |                   |
| 父 アグネスタキオン 1998 栗毛   | 父の母アグネスフローラ 1987 鹿毛                     | *ロイヤルスキー               | Raja Baba            | Raja Baba         |
| 父 アグネスタキオン 1998 栗毛   | 父の母アグネスフローラ 1987 鹿毛                     | *ロイヤルスキー               | Coz o'Nijinsky       |                   |
| 父 アグネスタキオン 1998 栗毛   | 父の母アグネスフローラ 1987 鹿毛                     | アグネスレディー              | *リマンド            | *リマンド         |
| 父 アグネスタキオン 1998 栗毛   | 父の母アグネスフローラ 1987 鹿毛                     | アグネスレディー              | イコマエイカン       |                   |
| 母 *マルバイユ Marbye 2000 鹿毛 | 母の父Marju 1988 黒鹿毛                              | *ラストタイクーン Last Tycoon | *トライマイベスト    | *トライマイベスト |
| 母 *マルバイユ Marbye 2000 鹿毛 | 母の父Marju 1988 黒鹿毛                              | *ラストタイクーン Last Tycoon | Mill Princess        |                   |
| 母 *マルバイユ Marbye 2000 鹿毛 | 母の父Marju 1988 黒鹿毛                              | Flame of Tara                 | *アーテイアス        | *アーテイアス     |
| 母 *マルバイユ Marbye 2000 鹿毛 | 母の父Marju 1988 黒鹿毛                              | Flame of Tara                 | Welsh Flame          |                   |
| 母 *マルバイユ Marbye 2000 鹿毛 | 母の母Hambye 1994 鹿毛 イギリス                      | Distant Relative              | Habitat              | Habitat           |
| 母 *マルバイユ Marbye 2000 鹿毛 | 母の母Hambye 1994 鹿毛 イギリス                      | Distant Relative              | Royal Sister         |                   |
| 母 *マルバイユ Marbye 2000 鹿毛 | 母の母Hambye 1994 鹿毛 イギリス                      | Paglietta Gener               | Final Straw          | Final Straw       |
| 母 *マルバイユ Marbye 2000 鹿毛 | 母の母Hambye 1994 鹿毛 イギリス                      | Paglietta Gener               | Miss Puddleduck      |                   |
| 母系(F-No.)                     | (FN:9-f)                                             | (FN:9-f)                      | (FN:9-f)             | [ § 3 ]           |
| 5代内の近親交配                 | なし                                                 | なし                          | なし                 | [ § 4 ]           |
| 出典                            | 1. 2. 3. 4.                                          | 1. 2. 3. 4.                   | 1. 2. 3. 4.          | 1. 2. 3. 4.       |

- 半姉に2011年桜花賞馬のマルセリーナ[6]、その産駒に2019年京成杯勝ち馬のラストドラフトと2023年目黒記念勝ち馬のヒートオンビートがいる。
- 半姉ジターナの孫に2025年京成杯勝ち馬のニシノエージェント。
- 母マルバイユは仏G1アスタルテ賞など重賞3勝。